# Лоцоло
Ло̀цоло (на италиански: Lozzolo; на пиемонтски: Loso, Лозо) е село и община в Северна Италия, провинция Верчели, регион Пиемонт. Разположено е на 320 m надморска височина. Населението на общината е 822 души (към 2010 г.).